# Aviation Traders Carvair
O Aviation Traders ATL-98 Carvair foi um avião a pistão quadrimotor produzido pela Aviation Traders (ATL). Foi baseado no Douglas DC-4 e fazia serviço de balsa aérea onde carros e donos eram transportados na mesma aeronave, daí o nome derivado de  car-via-air, tinha capacidade para 25 passageiros e 5 carros.
O avião foi concebido pensando na substituição do serviço de balsa aérea do Bristol Freighter, que só conseguia transportar 20 passageiros e 3 carros. O avião também apareceu no filme 007 contra Goldfinger.